# Charles Korvin
Charles Korvin, pseudonimo di Géza Kárpáthi (Piešťany, 21 novembre 1907 – Manhattan, 18 giugno 1998), è stato un attore ungherese naturalizzato statunitense.

## Filmografia parziale

### Cinema
- Arsenio Lupin (Enter Arsene Lupin), regia di Ford Beebe (1944)
- Questo nostro amore (This Love of Ours), regia di William Dieterle (1945)
- Tentazione (Temptation), regia di Irving Pichel (1946)
- Il treno ferma a Berlino (Berlin Express), regia di Jacques Tourneur (1948)
- La città del terrore (The Killer That Stalked New York), regia di Earl McEvoy (1950)
- La furia di Tarzan (Tarzan's Savage Fury), regia di Cy Endfield (1952)
- La rivolta di Haiti (Lydia Bailey), regia di Jean Negulesco (1952)
- Sangaree, regia di Edward Ludwig (1953)
- Il porto del vizio (Thunderstorm), regia di John Guillermin (1956)
- La nave dei folli (Ship of Fools), regia di Stanley Kramer (1965)
- Operazione Siegfried (Inside Out), regia di Peter Duffell (1975)

### Televisione
- Lights Out – serie TV, episodio 3x14 (1950)
- Studio One – serie TV, 7 episodi (1950-1957)
- The Philip Morris Playhouse – serie TV, episodio 1x09 (1953)
- The Alcoa Hour – serie TV, episodio 2x20 (1957)
- Zorro – serie TV, 6 episodi (1958)
- Interpol Calling – serie TV, 39 episodi (1959-1960)
- Olocausto (Holocaust) – miniserie TV (1978)